# Lisa Marangon
Lisa Marangon, née le 12 juin 1980 à Sydney est une triathlète professionnelle australienne, multiple vainqueur sur triathlon Ironman 70.3.

## Palmarès
Le tableau présente les résultats les plus significatifs (podium) obtenus sur le circuit international de triathlon depuis 2006,.
| Année | Compétition                           | Pays       | Position           | Temps           |
| ----- | ------------------------------------- | ---------- | ------------------ | --------------- |
| 2014  | Challenge Forster                     | Australie  | Médaille d'argent  | 4 h 26 min 2 s  |
| 2014  | Ironman Australie                     | Australie  | Médaille d'argent  | 9 h 30 min 50 s |
| 2013  | Ironman 70.3 Port Macquarie           | Australie  | Médaille d'or      | 4 h 30 min 49 s |
| 2013  | Ironman 70.3 Yeppoon                  | Australie  | Médaille d'argent  | 4 h 29 min 35 s |
| 2012  | Ironman 70.3 Yeppoon                  | Australie  | Médaille d'or      | 4 h 17 min 27 s |
| 2011  | Ironman 70.3 Canberra                 | Australie  | Médaille d'or      | 4 h 24 min 41 s |
| 2011  | Ironman 70.3 Yeppoon                  | Australie  | Médaille d'argent  | 4 h 28 min 21 s |
| 2011  | Coupe d'Asie - l'étape de Singapour   | Singapour  | Médaille d'or      | 2 h 7 min 33 s  |
| 2010  | Canberra Half Ironman Triathlon       | Australie  | Médaille d'argent  | 4 h 3 min 1 s   |
| 2010  | Busselton Half Ironman                | Australie  | Médaille d'or      | 4 h 21 min 45 s |
| 2010  | Ironman Lake Placid                   | États-Unis | Médaille de bronze | 9 h 51 min 31 s |
| 2009  | Canberra Half Ironman Triathlon       | Australie  | Médaille d'argent  | 4 h 34 min 9 s  |
| 2009  | Scody Half Ironman Triathlon          | Australie  | Médaille d'or      | 4 h 31 min 55 s |
| 2009  | Capricorn Resort Half Ironman         | Australie  | Médaille d'or      | 4 h 35 min 11 s |
| 2009  | Championnat d'Océanie longue distance | Australie  | Médaille d'argent  | 4 h 25 min 32 s |
| 2007  | Busselton Half Ironman                | Australie  | Médaille d'or      | 4 h 11 min 9 s  |
| 2006  | Ironman 70.3 Australie                | Australie  | Médaille d'argent  | 4 h 36 min 26 s |